# Здравоохранение в Японии

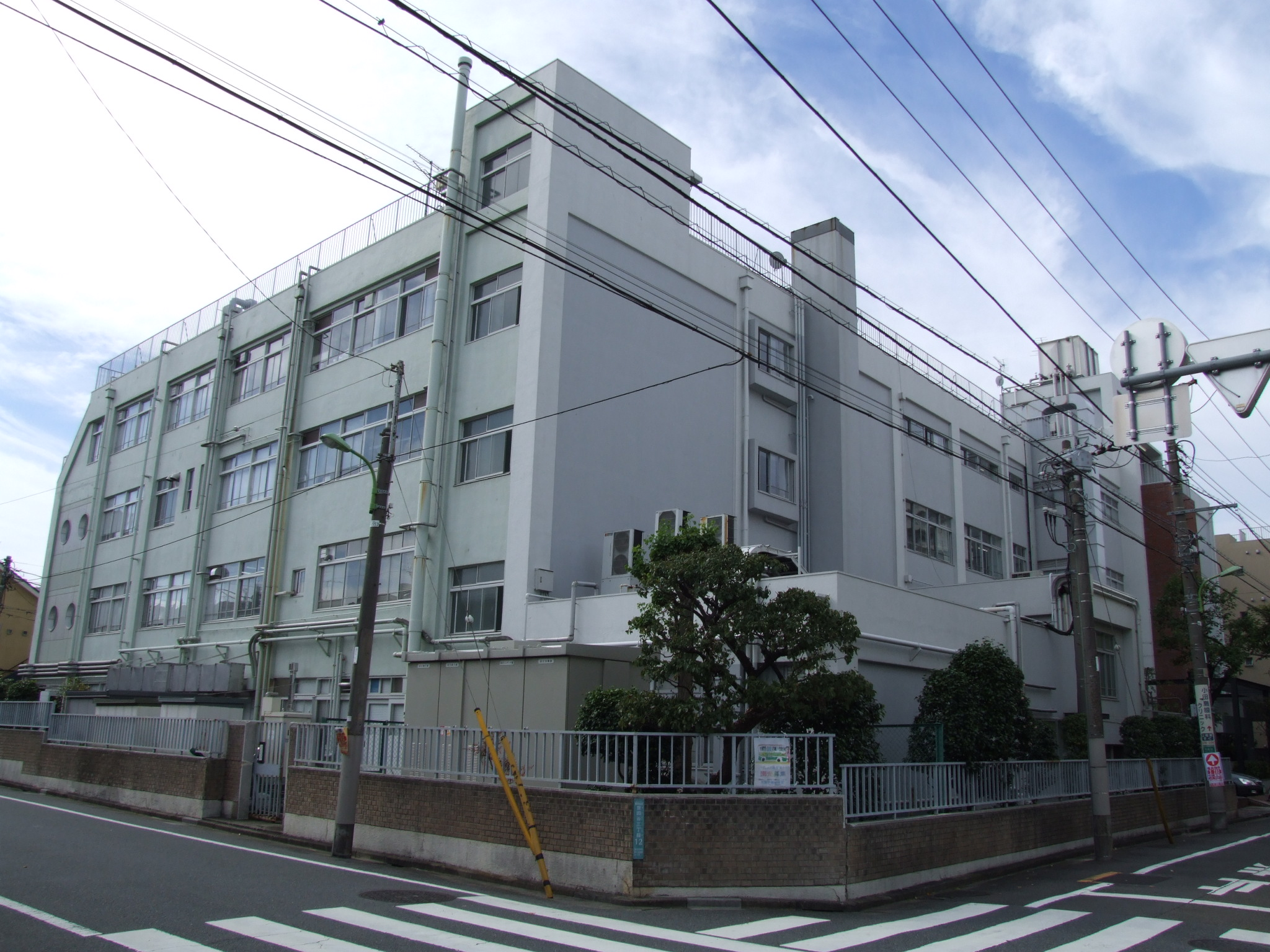
Токийский университет здравоохранения

В японской системе здравоохранения, медицинские услуги, включая обследование по конкретным болезням осуществляется без каких-либо прямых расходов со стороны пациента, в том числе дородовой уход, а также борьба с инфекционными заболеваниями, обеспечиваются государственными и местными правительствами. Оплата за личные медицинские услуги предлагаются через универсальную систему медицинского страхования, которая обеспечивает относительное равенство доступа и сборов, установленных правительственным комитетом. Люди, не имеющие страховку, через работодателя могут участвовать в национальной программе медицинского страхования в ведении местных органов власти. С 1973 года финансируемое правительством страхование распространяется на всех пожилых людей. Пациенты имеют право выбирать врача, а также средства обслуживания.

## Обзор системы здравоохранения Японии
В Японии существуют две основные категории медицинского страхования именуемые Кэнко-Хокэн 健康保険 (страхование здоровья работников) и Кокумин-Кэнко-Хокэн 国民健康保険 (национальное страхование здоровья). Национальное медицинское страхование, как правило, предназначено для самозанятых лиц и студентов, в то время как социальное страхование для корпоративных работников.
В начале 1990-х годах в Японии было зарегистрировано более 1000 психиатрических больниц, 48 000 стоматологических клиник, 8700 больниц общего профиля, а также 1000 комплексных больниц с общей мощностью 1,5 млн койко-мест. Больница обеспечивает как амбулаторное, так и стационарное обслуживание. Кроме того, 79 000 клиник предлагают прежде всего лечение амбулаторно. Большинство врачей и больниц продают лекарства непосредственно больным, но и аптек насчитывается 36 000, где пациенты могут приобретать синтетические или травяные препараты.
Расходы национального здравоохранения увеличилась примерно с 1 трлн йен в 1965 году до почти 20 трлн йен в 1989 году, или чуть более чем на 5 %, это более чем 6 % национального дохода Японии.